# Протопопов, Дмитрий Иванович
Дмитрий Иванович Протопопов (1799—1857) — российский медик и педагог, профессор Императорского Казанского университета, декан медицинского факультета ИКазУ.

## Биография
Дмитрий Протопопов родился в 1799 году. в 1816 году поступил в Казанскую гимназию, в 1821 году перешел в Казанский университет, в 1825 году окончил курс с званием лекаря I отделения и определен исполняющим должность надзирателя при студентах, а в следующем году назначен репетитором фармакологии при профессоре Фогеле. 
В 1828 году Д. И. Протопопов был утверждён в должности помощника инспектора студентов, в следующем году отправлен в столицу Российской империи город Санкт-Петербург, «для усовершенствования в медицине», с прикомандированием к Императорский медико-хирургической академии и оставался там до 1833 года. 

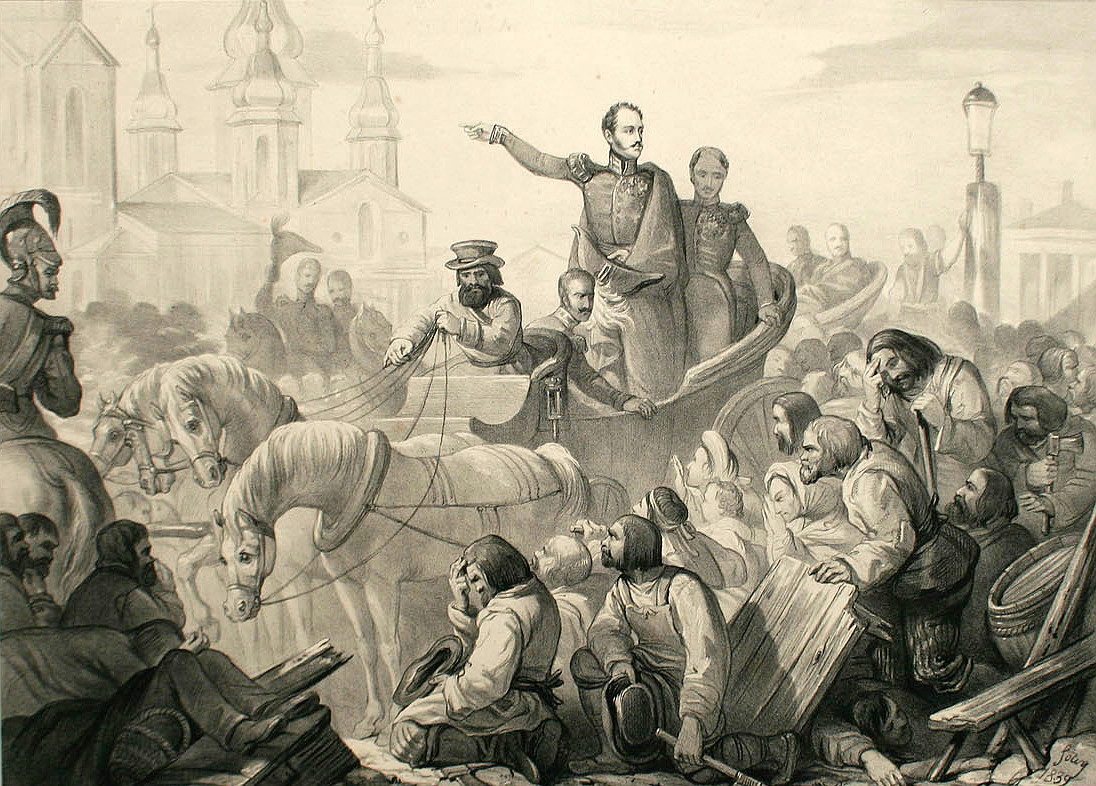
Первая эпидемия холеры в России. Император Николай I во время холерного бунта на Сенной площади

В 1831 году он принимал участие в борьбе с холерой в Петербурге.
В 1832 году защитил диссертацию на степень доктора медицины и в ноябре того же года назначен в Казанский университет репетитором «материи-медики». В течение двух последующих годов Протопопов уже преподавал фармацию, а 1 августа 1837 года, при преобразовании университета по уставу 1835 года, утвержден экстраординарным профессором общей терапии, фармакологии, фармации, рецептуры и учения о минеральных водах.
В январе 1839 года Дмитрий Иванович Протопопов был избран ординарным профессором Казанского университета, а до этого, в течение двух лет преподавал, кроме предметов своей кафедры, токсикологию. 
С 31 октября 1845 по декабрь 1853 года Протопопов Д. И. был деканом медицинского факультета; продолжая читать лекции, он выслужил в 1855 году учебный срок и был оставлен в ИКазУ ещё на пять лет. 
Согласно «РБСП», профессор Протопопов с большой любовью занимался преподаванием; его лекции (он читал сразу 5 предметов) отличались полнотой, современностью и демонстративным направлением, что было редкостью в то время; они охотно посещались студентами, которые ценили его довольно высоко. Со своей стороны, Протопопов, будучи деканом, старался делать все возможное для студентов, чтобы, с одной стороны, облегчить для них изучение наук, а с другой, помочь тем, кто имел финансовые проблемы. В случаях проступков со стороны студентов, грозивших им удалением из университета, он прилагал все меры, чтобы уладить дело в пользу студентов. Оказывая им всевозможное покровительство, он в то же время был строг и требователен, но всегда оставался в границах умеренности, продиктованной ему долгим педагогическим опытом.
Дмитрий Иванович Протопопов умер 21 февраля 1857 года.
Протопопов оставил после себя следующие научные труды: «De aquis miueralibus in genere» — диссертация на степень доктора медицины (СПб. 1832 год) и «Очерки фармакохимии» — в «Казанском вестнике» (1838 год) и отдельное издание (Казань, 1838 год).